# أسد أباد بالا (كاشان)
أسد أباد بالا هي قرية في مقاطعة كاشان، إيران. عدد سكان هذه القرية هو 18 في سنة 2006.